# 1447
| [ Edytuj tabelę ]                          | |
| Król Polski                                | - 1444 bezkrólewie 1447 - 1447 Kazimierz IV Jagiellończyk 1492 |
| Książę Albanii                             | - 1443 Skanderbeg 1468 - 1446 Lekë Dukagjini 1481 |
| Współksiążęta Andory                       | - 1437 Arnau Roger de Pallars 1461 - 1436 Gaston IV 1472 |
| Król Anglii                                | - 1422 Henryk VI 1461 |
| Król Aragonii i Walencji, hrabia Barcelony | - 1416 Alfons V Aragoński 1458 |
| Władca Azteków                             | - 1440 Montezuma I 1468 |
| Elektor Brandenburgii                      | - 1440 Fryderyk II Żelazny 1471 |
| Książę Bawarii-Landshut                    | - 1393 Henryk XVI Bogaty 1450 |
| Książę Bawarii-Monachium                   | - 1438 Albert III 1460 |
| Książę Burgundii                           | - 1419 Filip III Dobry 1467 |
| Cesarz Bizancjum                           | - 1425 Jan VIII Paleolog 1448 |
| Sułtan Brunei                              | - 1433 Sulaiman 1473 |
| Cesarz Chin                                | - 1435 Zhu Qizhen 1449 |
| Król Cypru                                 | - 1432 Jan II 1458 |
| Król Czech                                 | - 1440 Władysław Pogrobowiec 1457 |
| Król Danii                                 | - 1440 Krzysztof Bawarski 1448 |
| Dalajlama                                  | - 1391 Gendun Drup 1474 |
| Władca Egiptu                              | - 1438 Czakmak 1453 |
| Cesarz Etiopii                             | - 1434 Zara Jaykob Konstantyn 1468 |
| Król Francji                               | - 1422 Karol VII 1461 |
| Król Gruzji                                | - 1446 Jerzy VIII 1465 |
| Hrabia Holandii                            | - 1433 Filip III Dobry (z Burgundii) 1467 |
| Władca Inków                               | - 1438 Pachacutec 1471 |
| Cesarz Japonii                             | - 1428 Go-Hanazono 1464 |
| Kalif                                      | - 1441 Al-Mustakfi II 1451 |
| Król Kastylii i Leónu                      | - 1406 Jan II Kastylijski 1454 |
| Patriarcha Konstantynopola                 | - 1443 Grzegorz III Mammas 1450 |
| Władca Korei                               | - 1418 Sejong Wielki 1450 |
| Wielki książę litewski                     | - 1440 Kazimierz IV Jagiellończyk 1492 |
| Cesarz Majapahitu                          | - 1429 Suhita 1447 - 1447 Kertawidżaja 1451 |
| Sułtan Maroka                              | - 1421 Abdulhak II 1465 |
| Książę Mediolanu                           | - 1412 Filip Maria 1447 |
| Senior Monako                              | - 1436 Jan I 1454 |
| Wielki książę moskiewski                   | - 1425 Wasyl II Ślepy 1462 |
| Król Nawarry                               | - 1441 Jan II Aragoński 1479 |
| Król Norwegii                              | - 1442 Krzysztof Bawarski 1448 |
| Sułtan Omanu                               | - 1435 Abu al-Hasan 1451 |
| Elektor Palatynatu                         | - 1436 Ludwik IV 1449 |
| Papież                                     | - 1431 Eugeniusz IV 1447 - 1439 Feliks V 1449 - 1447 Mikołaj V 1455 |
| Król Portugalii                            | - 1438 Alfons V 1481 |
| Cesarz Rzymski (niemiecki)                 | - 1440 Fryderyk III Habsburg 1493 |
| Kapitanowie Regenci San Marino             | - 1446 Bianco d'Antonio Cecco di Giovanni da Valle 1447 - 1447 Menghino di Francesco Calcigni 1447 - 1447 Marino di Fosco 1447 - 1447 Vit di Giovanni di Paolino 1447 - 1447 Francesco di Niccolò Filippo di Antonio Madroni 1448 |
| Despota Serbii                             | - 1429 Jerzy I Branković 1456 |
| Elektor Saksonii                           | - 1428 Fryderyk II Łagodny 1464 |
| Król Szkocji                               | - 1437 Jakub II 1460 |
| Król Szwecji                               | - 1440 Krzysztof Bawarski 1448 |
| Król Tajlandii                             | - 1424 Borommaracha Thirat II 1448 |
| Sułtan Turków                              | - 1446 Murad II 1451 |
| Doża Wenecji                               | - 1423 Francesco Foscari 1457 |
| Król Węgier                                | - 1444 Władysław Pogrobowiec 1457 |
| Cesarz Wietnamu                            | - 1442 Lê Nhân Tông 1459 |
| Wielki mistrz zakonu krzyżackiego          | - 1441 Konrad von Erlichshausen 1450 |

Rok 1447 / MCDXLVII
stulecia: XIV wiek ~
XV wiek ~
XVI wiek

lata: 1437 «
1442 «
1443 «
1444 «
1445 «
1446 «
1447
» 1448
» 1449
» 1450
» 1451
» 1452
» 1457

## Wydarzenia w Polsce
- 2 maja – Kazimierz Jagiellończyk wydał w Wilnie przywilej gwarantujący nienaruszalność terytorium Litwy, co stanowiło odrzucenie polskich roszczeń do Wołynia i Podola Wschodniego.
- 25 czerwca – po trzyletnim bezkrólewiu, w katedrze wawelskiej arcybiskup gnieźnieński i prymas Polski Wincenty Kot dokonał koronacji Kazimierza Jagiellończyka na króla Polski.
- 24 sierpnia-30 sierpnia – w Piotrkowie obradował sejm[1].
- Żelechów uzyskał prawa miejskie.

## Wydarzenia na świecie
- 14 lutego – Wasyl II Ślepy definitywnie opanował Moskwę.
- 6 marca – 208. papieżem został Mikołaj V.
- 14 sierpnia – w Mediolanie proklamowano Republikę Ambrozjańską.
- Vlad II Diabeł, hospodar wołoski, został zamordowany wraz ze swym najstarszym synem. Następcą na tronie zostaje Władysław II Dan.

## Urodzili się
- 17 kwietnia – Baptysta Spagnoli, włoski karmelita, błogosławiony katolicki (zm. 1516)
- 30 października – Łukasz Watzenrode, biskup warmiński, dyplomata, mecenas sztuki i nauki (zm. 1512)
- Bajazyd II, sułtan turecki (ur. 1447/1448) (zm. 1512)

## Zmarli
- 23 lutego – Eugeniusz IV, papież (ur. między 24 lutego 1383 a 23 lutego 1384)
- 6 marca – Koleta Boylet, francuska zakonnica, mistyczka, święta katolicka (ur. 1381)
- 13 marca – Szahruch (pers. شاه رخ), władca z dynastii Timurydów (ur. 1377)
- 2 maja - Ludwik VII Brodaty, książę Bawarii-Ingolstadt (ur. 1368)
- 9 sierpnia – Konrad IV Starszy, książę oleśnicki z dynastii Piastów (ur. 1380–1390)
- data dzienna nieznana:
  - Mircza II, hospodar wołoski (ur. 1428)
  - Stefan II, hospodar mołdawski (ur. ok. 1410)
  - Suhita, cesarzowa Majapahit (ur. po 1406)
  - Wład Diabeł, hospodar wołoski (ur. ok. 1390)